# David Gray (Schauspieler)
David „Dave“ Wade Gray (* 28. Juni 1974 in Texas) ist ein US-amerikanischer Schauspieler, Stuntman und Autor.

## Leben
Gray wurde am 28. Juni 1974 in Texas geboren. Als Scheidungskind wuchs er sowohl bei seiner Mutter in Austin als auch bei seinem Vater auf einer Pferderanch in Pecos auf. Während den Sommerferien übte er verschiedene Jobs aus, wodurch er etwas Spanisch lernte. Ab seinem 18. Lebensjahr begann er, in Gebieten mit hoher Kriminalität in Austin, Dallas und Houston als Sicherheitsbeamter zu arbeiten. Er studierte am Austin Community College und an der University of Texas Literaturwissenschaft und Strafjustiz. Von 1995 bis 2001 diente er beim United States Marine Corps und war anschließend als freier Ausbilder für Militär- und Polizeibeamte in Ländern der Dritten Welt tätig. Zuvor war er allerdings von 1995 bis 1996 in insgesamt drei Episoden der Fernsehserie JAG – Im Auftrag der Ehre als Stuntman zu sehen. Nach seiner Rückkehr in die Staaten arbeitete er als Berufskraftfahrer und Close Protection Specialist oder war als Sicherheitsmann in Nachtclubs in Las Vegas beschäftigt.
Zwischen 2007 und 2009 war Gray als Sicherheitsberater unter anderen in Afghanistan und weiteren Staaten im Nahen Osten tätig. Danach ließ er sich in Thailand nieder und arbeitete dort als militärischer Ausbilder und knüpfte erste Kontakte zur dortigen Filmindustrie. 2011 erschien sein Roman Demon By Knight: Vengeful hand of the Gods. Ein Jahr später gründete er mit zwei Freunden die Sicherheitsfirma Deimos Co. Ltd., die sich an die Filmindustrie und andere High-End-Kunden in Thailand richtet. 2012 war er als Stuntman im Film The Scorpion King 3 – Kampf um den Thron zu sehen. 2015 führte er in einer Episode der Fernsehserie Strike Back Stunts aus. 2016 spielte er in den Filmen Time Rush und The Asian Connection mit. Im Folgejahr verkörperte er die Rolle des Eurylochos im Film Troy: The Odyssey. Eine Nebenrolle als Trucker erhielt er 2019 im Film Haphazard. 2021 wirkte er als Stuntman am Film Kate mit.

## Filmografie (Auswahl)

### Schauspiel
- 2016: Time Rush
- 2016: The Asian Connection
- 2017: Troy: The Odyssey
- 2019: Haphazard

### Stunts
- 1995–1996: JAG – Im Auftrag der Ehre (JAG, Fernsehserie, 3 Episoden)
- 2012: The Scorpion King 3 – Kampf um den Thron (The Scorpion King 3: Battle for Redemption)
- 2015: Strike Back (Fernsehserie, Episode 5x01)
- 2021: Kate

## Werke
- Demon By Knight: Vengeful hand of the Gods, Veröffentlichungsdatum 20. September 2011, ISBN 9798437566602